# 300-ті до н. е.

## Події
- війни діадохів;
- 305 до н. е. — проголошення Птолемеєм І себе царем Єгипту

## Народились
- Каллімах — давньогрецький поет, викладач і граматик

## Померли
- 301 до н. е. — Антигон I Одноокий, діадох, полководець Александра III Великого